# Bazylika Matki Bożej Różańcowej w Lourdes

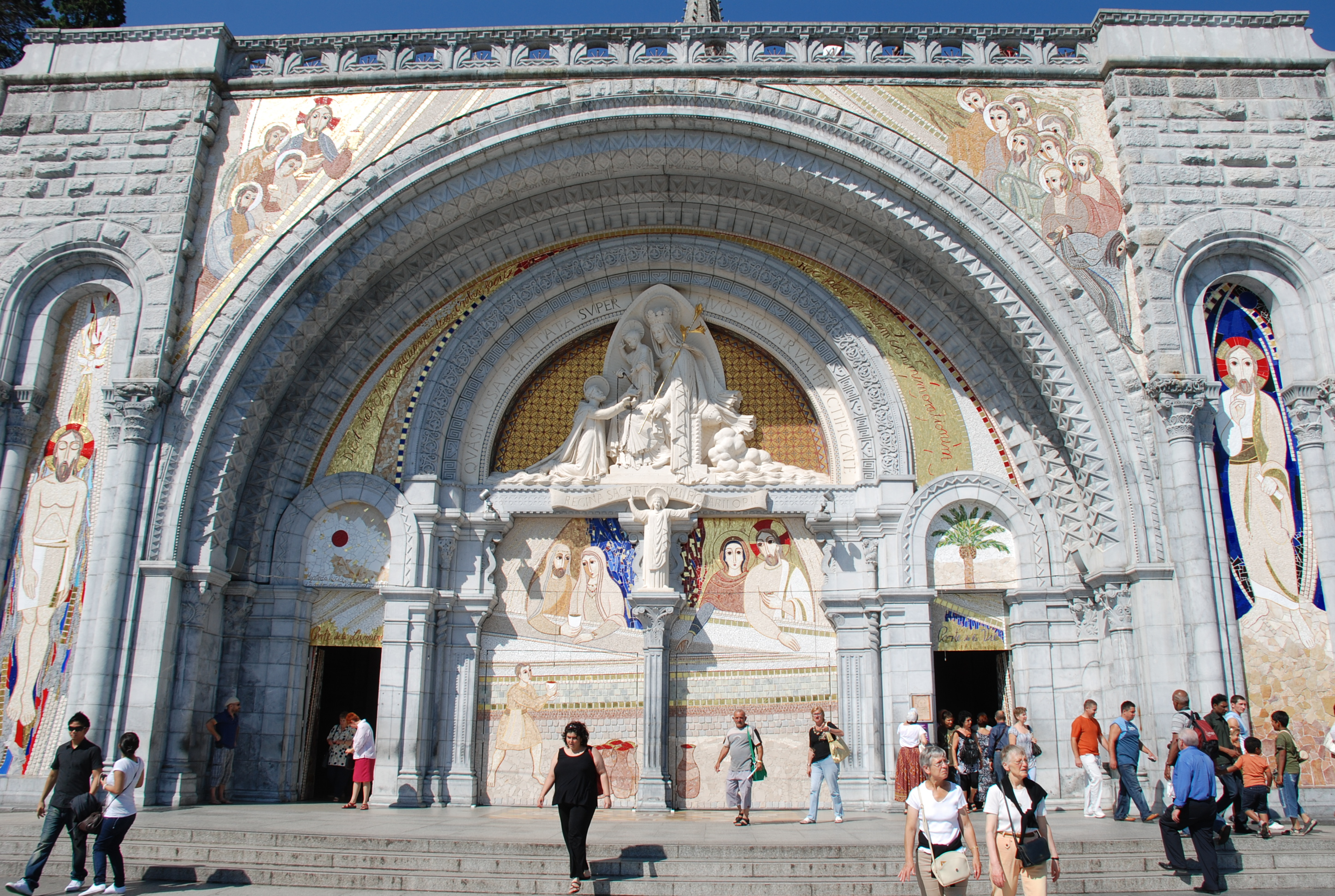
Wejście do bazyliki

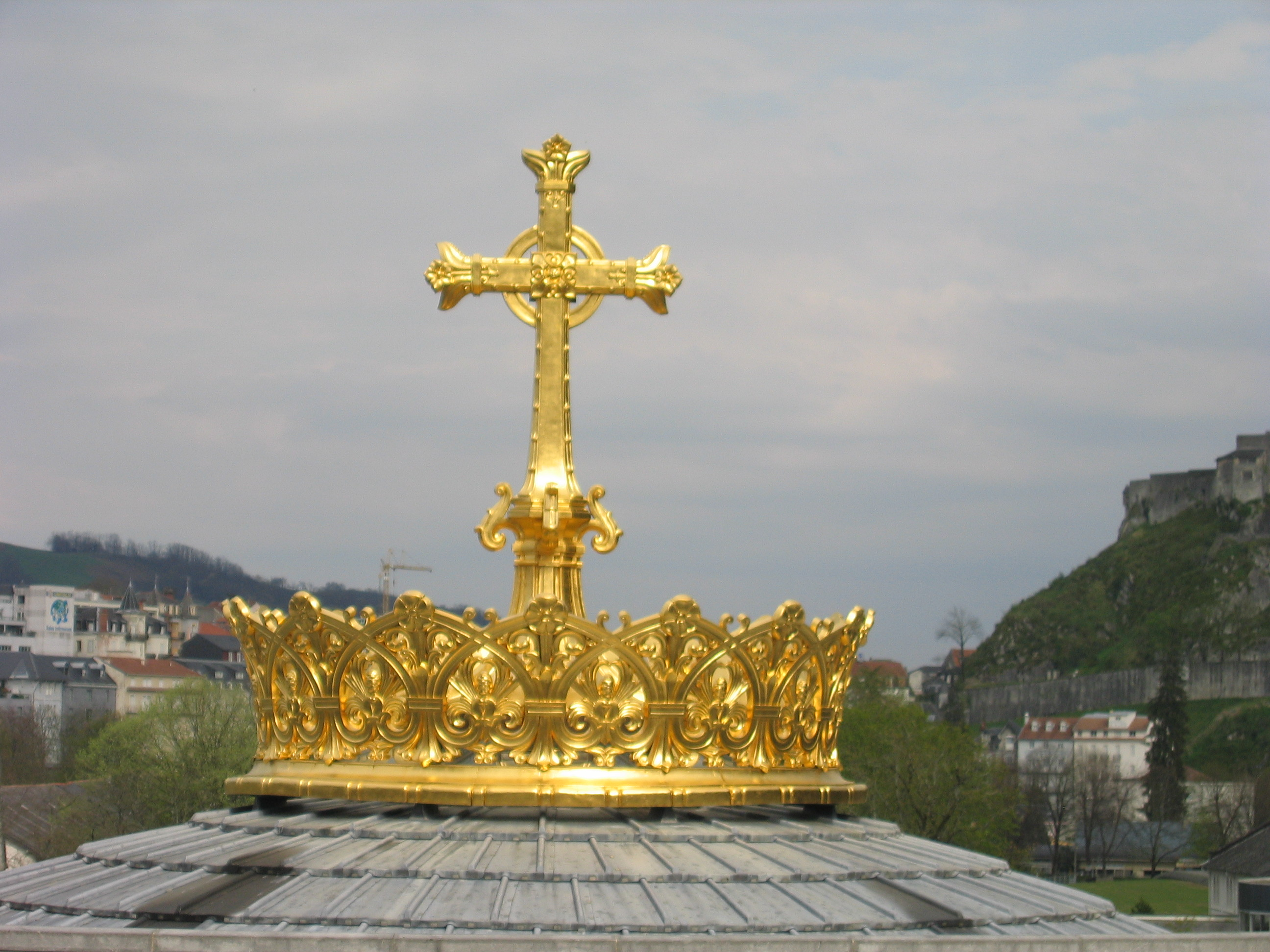
Złota korona i krzyż wieńczące kopułę

Bazylika Matki Bożej Różańcowej w Lourdes (fr. Basilique Notre-Dame-du-Rosaire de Lourdes) to kościół  rzymskokatolicki położony na terenie sanktuarium Matki Bożej w Lourdes. Zwana potocznie bazyliką Różańcową lub bazyliką Różańca św. Wezwanie świątyni nawiązuje do Matki Bożej objawiającej się Bernadetcie Soubirous z różańcem w ręku.

## Historia
Bazylika Różańcowa to trzeci z kościołów zbudowanych na terenie sanktuarium Matki Bożej w Lourdes (po krypcie i kościele górnym). Została zaprojektowana w stylu bizantyjskim przez architekta Leopolda Hardy i wzniesiona w latach 1883–1899. Konsekrowana w 1901. Zbudowana na planie krzyża greckiego bazylika ma rozmiary 52 × 48 m i może pomieścić 2500 wiernych, z których 1500 ma miejsca siedzące.
Bazylika została wpisana na francuską listę zabytków jako pomnik historyczny drugiej klasy. Na przestrzeni lat przeciekająca woda wyrządziła znaczne szkody architekturze budowli i jej dekoracjom. W latach 2006–2007 całą świątynię poddano gruntownej renowacji. Odrestaurowano też uszkodzone mozaiki. Odnowa była możliwa dzięki współpracy sanktuarium z władzami miasta, hojnym datkom pielgrzymów, a także pomocy ze strony państwa (na szczeblu regionalnym, ogólnopaństwowym i Unii Europejskiej).

## Architektura i wystrój
W półokrągłej, marmurowej fasadzie bazyliki znajduje się główny portal, który zdobi płaskorzeźba Najświętszej Maryi Panny z Dzieciątkiem Jezus na ręku ofiarowującym różaniec św. Dominikowi. Nad nią umieszczono dwie okrągłe, wykonane w Watykanie mozaiki, z których lewa przedstawia papieża Leona XIII a prawa François-Xaviera Schoepfera, biskupa diecezji Tarbes (1899–1912) i diecezji Tarbes i Lourdes (1912–1927). Witraż nad głównym wejściem jest dziełem Claudiusa Lavergne.
Po lewej stronie portalu znajduje się kaplica św. Bernadetty a obok niej kaplice Pascala Baylon i Notre Dame de Guadaloupe.
W 1941 na białych, marmurowych drzwiach bocznych bazyliki wygrawerowano podziękowanie dla marszałka Francji, szefa rządu Vichy, Philippe’a Pétaina, który w 1941 odwiedził Lourdes i pomógł kościołowi odzyskać prawo własności nad Domeną:

In memoriam 1940–41, następnego dnia po naszych nieszczęściach, Francja próbuje ponownie odnaleźć swą duszę pod rządami Marszałka Pétaina.

W 2007 do wystroju fasady dodano nowe mozaiki przedstawiające tajemnice światła, dodane w 2002 do tradycyjnych 15 tajemnic różańca przez papieża Jana Pawła II.
Ponad fasadą wznosi się kopuła, zwieńczona pozłacaną koroną z krzyżem – darami narodu irlandzkiego z 1924. Krzyż ponownie pozłocono w latach 2000–2002.

### Wnętrze

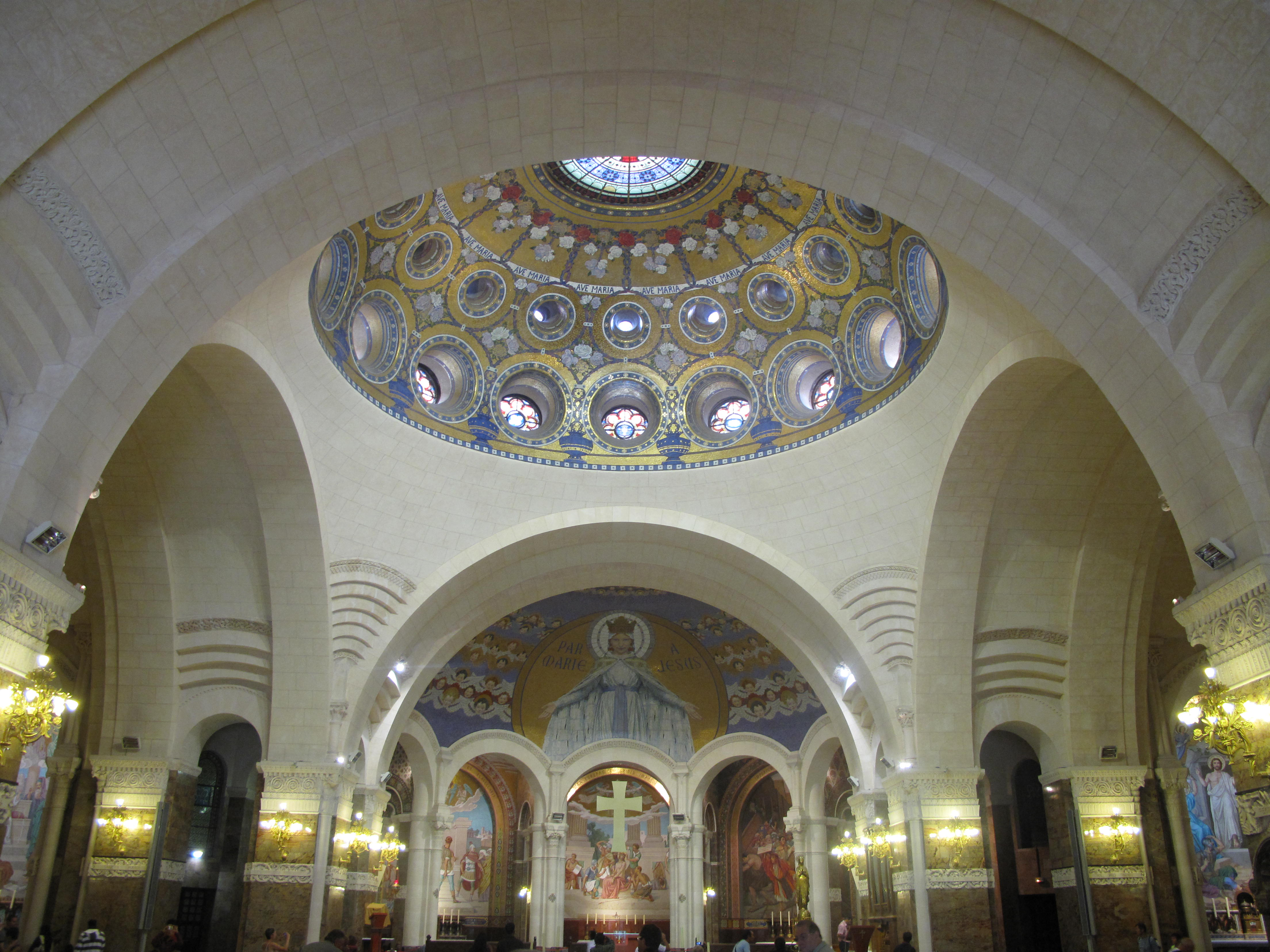
Wnętrze. Widok na prezbiterium

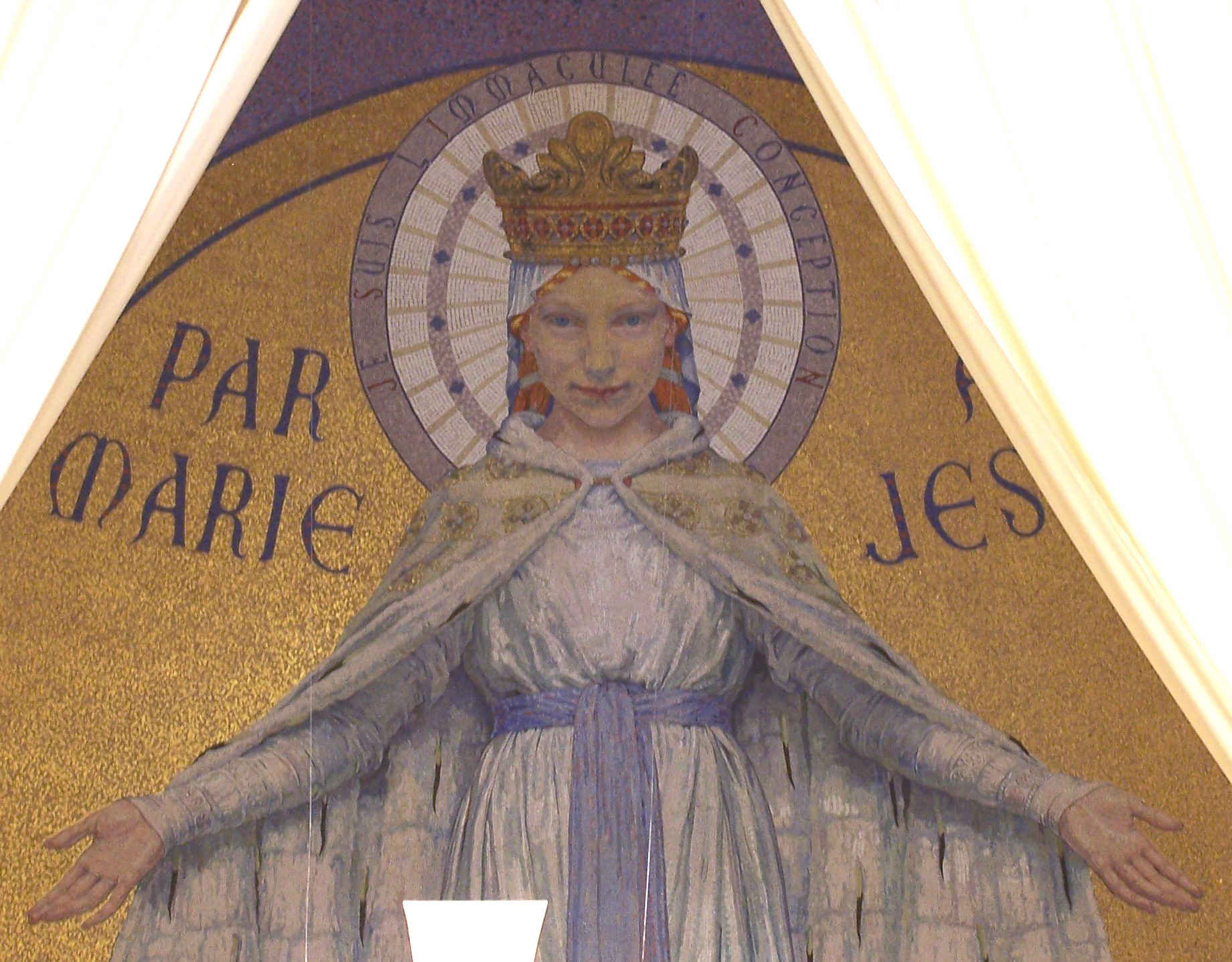
Mozaika Matki Bożej

Wewnątrz, na skrzyżowaniu naw wznosi się na wysokość 22 m centralna kopuła, wsparta na czterech filarach na planie kwadratu. Kopuła symbolizuje niebo a posadzka pod nią – rzeczywistość ziemską. Dekorację kopuły stanowi mozaika Matki Bożej z Lourdes (dzieło Edgara Maxence z 1920), 16 witraży natomiast wykonał Claudius Lavergne. Przesłaniem ideowym dekoracji sklepień bazyliki jest wezwanie chrześcijan do zwrócenia się ku Najswietszej Maryi Pannie i podjęcie, za jej przykładem, "pielgrzymki wiary".
W 1901 na ścianie za ołtarzem głównym umieszczono mozaikę okazującą Matkę Bożą z rozpostartymi ramionami i z inskrypcją Par Marie à Jésus (Przez Maryję do Jezusa). Młoda kobieta, przedstawiona na tym wizerunku, wydaje się bardziej odpowiadać opisowi Maryi przez Bernadettę Soubirous podczas objawień, niż figura umieszczona w grocie Massabielle.
Każda z naw bazyliki ma szerokość 14 m. Nawę główną otacza 15 kaplic dekorowanych mozaikami, które powstały w latach 1895–1907 według projektów różnych artystów. Tematem ikonograficznym wystroju jest 15 tajemnic różańcowych. W lewym skrzydle transeptu umieszczono wyobrażenia tajemnic radosnych (Zwiastowanie NMP, Nawiedzenie św. Elżbiety, Narodzenie Pana Jezusa, Ofiarowanie Pana Jezusa w Świątyni, Odnalezienie Pana Jezusa w Świątyni. Za ołtarzem umieszczono 5 tajemnic bolesnych (Modlitwa Pana Jezusa w Ogrójcu, Biczowanie Pana Jezusa, Cierniem ukoronowanie Pana Jezusa, Droga krzyżowa Pana Jezusa, Ukrzyżowanie i śmierć Pana Jezusa). W prawym ramieniu transeptu znalazły się natomiast tajemnice chwalebne (Zmartwychwstanie Pana Jezusa, Wniebowstąpienie Pana Jezusa, Zesłanie Ducha Świętego, Wniebowzięcie NMP, Ukoronowanie NMP na Królową Nieba i Ziemi).
Organy w bazylice zbudowała w 1897 firma organmistrzowska Cavaille-Coll. W 1972 zostały one odnowione. Mają 52 glosy i 1 manuał.
Na dziedzińcu przed bazyliką udzielane jest błogosławieństwo chorym.